# Джейхан
Джейхан (на турски: Ceyhan) е град и район в Адана, в южната част на Турция, на 43 км от столицата на вилаета Адана. Населението на района е 161 159 души. Градът е разположен на едноименната река.